# Un altro Sud
Un altro Sud è il settimo album del cantante italiano Nicola Di Bari, pubblicato su 33 giri dalla RCA Italiana (catalogo PSL 10597) nel 1973. Si tratta di un album interamente composto da cover di classici brasiliani, in particolare di genere samba e bossa nova.

## Tracce
Lato A
1. Mas Que Nada (Non Ti Credo) (Jorge Ben, Alberto Testa)
2. Corcovado (Antonio Carlos, Giorgio Calabrese)
3. Pedro E La Terra (José - Piero, Ettore Lombardi)
4. Ragazza Di Ipanema (Vinícius de Moraes, Antonio Carlos, Giorgio Calabrese)
5. Felicità (Marcel Camus, Antonio Carlos Jobim, Mario Panzeri)
6. Tristezza (Per Favore Va' Via) (Haroldo Lobo, Niltinho, Leo Chiosso, Alberto Testa)

Lato B
1. Dindi (Aloysio de Oliveira, Antônio Carlos Jobim, Screwball)
2. Samba Di Una Nota (Antonio Carlos Jobim, Newton Mendonça, Giorgio Calabrese)
3. Jamaica Farewell (Lord Burgess, Romolo Forlai)
4. Delicado (Waldir Azevedo)
5. Chega De Saudade (Stare Separati) (Vinicius de Moraes, Antonio Carlos Jobim, Giorgio Calabrese)
6. La Bamba (Ritchie Valens)